# Jusuf Dajić
Jusuf Dajić (* 21. August 1984 in Modriča, Jugoslawien) ist ein ehemaliger bosnischer Fußballspieler.

## Verein
Dajić erlernte das Fußballspielen unter anderem in Feriencamps in Deutschland. Mit 18 wurde er professionell und wechselte nach Kroatien. Von diesem Zeitpunkt an begann seine Fußballer-Karriere, die ihn bis zu seinem Karriereende 2017 in acht verschiedene Länder führte. Seinen einzigen Titel feierte er 2006 mit dem Gewinn des Ungarischen Pokals. 

## Nationalmannschaft
Er hatte insgesamt elf Einsätze für die U21-Nationalmannschaft Bosnien-Herzegowinas und erzielte dabei ein Tor. Sein Debüt für die A-Nationalmannschaft gab er am 1. Juni 2008 in einem Freundschaftsspiel gegen Aserbaidschan.